# Entrín Bajo
Entrín Bajo je španělské město situované v provincii Badajoz (autonomní společenství Extremadura).

## Poloha
Obec je vzdálena 30 km od Almendraleja a 35 km od města Badajoz. Patří do okresu Tierra de Barros a soudního okresu Almendralejo. Nachází se zde barokní kostel Nanebevzetí Panny Marie.

## Historie
V roce 1834 se obec stává součástí soudního okresu Almendralejo. V roce 1842, kdy byla spojena s obcí Corte de Peleas, čítala 19 usedlostí a 69 obyvatel.

## Odkazy

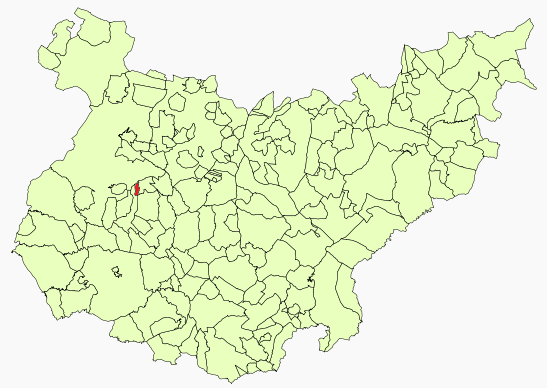
Poloha obce v provincii Badajoz

## Demografie
| 1930 | 1940  | 1950  | 1960  | 1970 | 1981 | 1991 | 2001 | 2010 |
| 964  | 1 017 | 1 131 | 1 194 | 741  | 676  | 657  | 649  | 608  |